# グルパール
グルパールは、株式会社片山化学工業研究所が生産・販売していた食品添加物。

## 概説
コムギの種子を原料とし、これに含まれるタンパク質であるグルテン（小麦グルテン）を高温条件下で塩酸によって加水分解（脱アミド化）することで生産される。食品添加物としてはパンや麺類などの食味を改善する目的で使用される。グルパールの添加によって、麺では弾力やのび具合が変化する他、パンでは乳化剤やイーストフードの使用量を低減できるとされる。

## グルパール19S
グルパールの一種である「グルパール19S」は、化粧品原料としての使用が許可されていたものであり、石鹸やヘアートリートメントムース、スキンクリームに使用されていた。しかし、グルパール19Sを配合した「茶のしずく石鹸」が小麦アレルギーを誘発した例が報告され、2010年10月に厚生労働省から注意が喚起されると共に、同製品が回収される事となった。なお、片山化学工業研究所は、2010年8月にグルパール19Sの製造・販売を終了している。
グルパール19Sがアレルギーを引き起こした理由としては、他の加水分解コムギ製品よりも平均分子量が大きく（3.5万から5万ダルトン）、免疫応答を誘発しやすかった可能性が示唆されている。
なお、石鹸だけでなく、豚の角煮に添加されていたグルパールが原因と診断されたアレルギーの事例も報告されている。